# Linea di Schwalbe
La linea di Schwalbe, dal nome del suo scopritore Gustav Albert Schwalbe, è un anello costituito da fibre collagene e da materiale simile a quello di una membrana basale situato al margine della membrana di Descemet sulla superficie interna della cornea dell'occhio.
Anatomicamente segna il limite anteriore delle strutture angolari della camera anteriore, costituendo la zona di transizione tra il tessuto corneale trasparente e quello del trabecolato bianco traslucido, e funge da ancoraggio anteriore per maglie della rete trabecolare.
Può essere pigmentata soprattutto nella parte inferiore e può anche essere sporgente e visibile alla lampada a fessura; in questo caso si definisce embriotoxon posteriore.
La gonioscopia è la tecnica impiegata per lo studio della linea di Schwalbe.